# Roteberg
Roteberg is een plaats in de gemeente Ovanåker in het landschap Hälsingland en de provincie Gävleborgs län in Zweden. De plaats heeft 391 inwoners (2005) en een oppervlakte van 81 hectare.